# Нагорная улица (Феодосия)
Нагорная улица — улица в исторической части Феодосии, проходит от улицы Ленина к горе Митридат, под которой после пересечения улицы Желябова оканчивается тупиком.

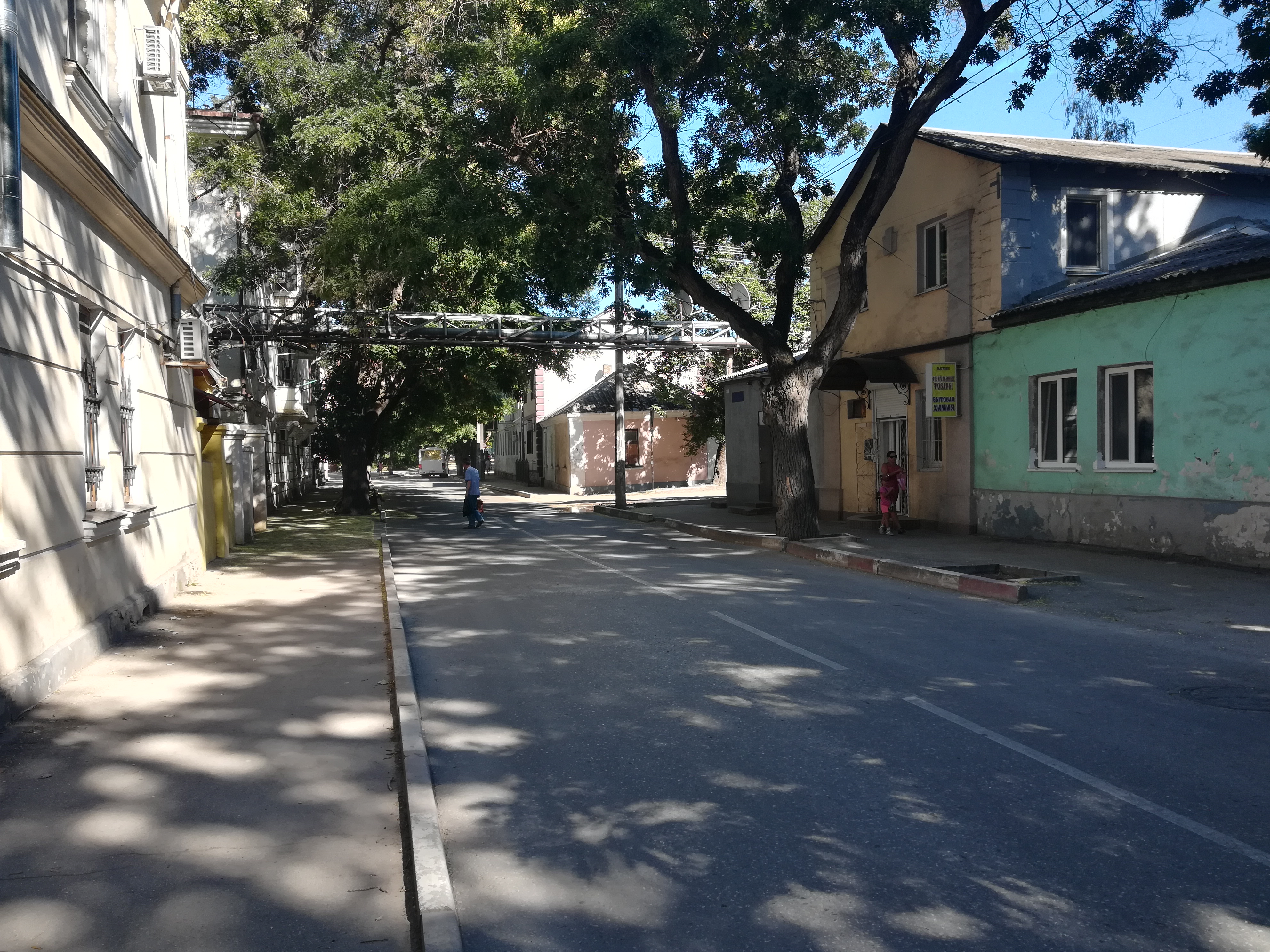
Начало Нагорной улицы (уходит вправо) от улицы Ленина

## История
Находится в границах древней генуэзской крепости. Была одной из центральных улиц караимской слободы. Кривая и узкая, по-видимому сохранилась со времён турецкого владычества.
Место компактного расселения феодосийских караимов. Здесь располагалась караимская кенасса и старая синагога, турецкая мечеть, в которой в 1811 году открылся городской Музей древностей, позднее переведённый в специальное здание, построенное И. К. Айвазовским на горе Митридат, а в мечети расположилась Лютеранская церковь.
Во время своего визита в Феодосию в путешествии в Крым в доме караимского купца И. И. Хаджы на улице (не сохранился) предполагала остановиться русская императрица Екатерина II